# 小冲头站
小冲头站是位于贵州省水城县小冲头村的一个铁路车站，邮政编码553022。车站建于1966年，有沪昆铁路经过该站，现仅办理货运，不办理客运业务，车站及其上下行区间均已电气化。车站距离贵阳站207公里，隶属中国铁路成都局集团，是四等站。